# Día de las Escritoras
El Día de las Escritoras es una conmemoración iniciada en España en octubre de 2016 para recuperar el legado de las mujeres escritoras, hacer visible el trabajo de las mujeres en la literatura y combatir la discriminación que han sufrido a lo largo de la historia. La celebración, de carácter anual, se convoca el lunes más cercano a la fecha del 15 de octubre, festividad de Teresa de Jesús.

## Antecedentes
El Día de las Escritoras surgió por iniciativa de la Biblioteca Nacional de España, la Asociación Clásicas y Modernas y la Federación Española de Mujeres Directivas, Ejecutivas, Profesionales y Empresarias (FEDEPE) para compensar la discriminación histórica de las mujeres en la literatura.
A pesar de los muchos nombres de escritoras que los especialistas conocen y estudian anteriores al siglo XIX, rara vez aparecen mencionadas en los manuales de estudio y ni siquiera en los programas de historia literaria de la universidad en España. En el siglo XIX gran parte de las mujeres escritoras tenían que publicar con un seudónimo de hombre para ser tomadas en serio. Emily Brontë y sus hermanas fueron muestra manifiesta de ello. Cumbres Borrascosas fue publicada bajo el seudónimo de Ellis Bell; ningún editor se atrevía a publicar, pues consideraban que ellas solamente escribían novelas de corte romántico.
El siglo XX se inició con un cambio de tendencia con la pionera Virginia Woolf, que comenzó en 1905 a escribir para el suplemento literario del Times y 10 años después publicó su primera novela, y con Marguerite Yourcenar, pero se produjeron pocos avances significativos.
Según Laura Freixas, presidenta de Clásicas y Modernas, «aunque las escritoras cosechen buenas críticas en los lanzamientos de las novelas pero en los rankings con los mejores libros que se hacen a final de cada año las mujeres no están. A pesar de que hay muchas mujeres escritoras con éxito en España el Premio Nacional de Narrativa lo ganó una mujer (Carme Riera) por última vez en 1995. Llevamos 21 años en el que cada año se lo lleva un hombre».
El premio más importante de literatura en lengua castellana, el Premio Cervantes, solo se ha concedido desde su institución en 1976 a cuatro mujeres: María Zambrano (1988), Dulce María Loynaz (1992) Ana María Matute (2010) y Elena Poniatowska (2013) frente a 37 hombres. El Premio Nobel de Literatura desde su creación en 1901 hasta 2017 ha premiado a 13 mujeres y 100 hombres.[cita requerida]

## Ediciones

### 2016
En 2016 se celebró el 16 de octubre. Para la primera edición en el acto central celebrado en la Biblioteca Nacional de España se seleccionaron textos de treinta y una escritoras en castellano, catalán, euskera y gallego: Teresa de Jesús, Sor Juana Inés de la Cruz, Josefa Amar y Borbón, María Rosa Gálvez, Bizenta Mogel, Fernán Caballero (Cecilia Böhl de Faber), Gertrudis Gómez de Avellaneda, Concepción Arenal, Carolina Coronado, Rosalía de Castro, Emilia Pardo Bazán, Víctor Catalá (Caterina Albert), María de la O Lejárraga, Delmira Agustini, Gabriela Mistral, Victoria Ocampo, Juana de Ibarbourou, Alfonsina Storni, Rosa Chacel, Lydia Cabrera, Dulce María Loynaz, María Zambrano, Mercè Rodoreda, Elena Garro, Gloria Fuertes, Olga Orozco, Idea Vilariño, Carmen Laforet, Rosario Castellanos, Carmen Martín Gaite y Ana María Matute.

### 2017
En 2017 se celebró el 16 de octubre con el lema «Mujeres, saber y poder» inspirándose en el término empoderamiento, que define el proceso seguido para aumentar la fortaleza de individuos y comunidades en relación con su situación de pobreza o marginación. Los textos han sido seleccionados por Ana Caballé profesora de literatura española y responsable de la Unidad de Estudios Biográficos de la Universidad de Barcelona. Las autoras centrales de la conmemoración son: Teresa de Jesús, Gertrudis Gómez de Avellaneda, Carolina Coronado, Mercedes Cabello de Carbonera, Emilia Pardo Bazán, Victor Català (Caterina Albert), Juana de Ibarbourou, Elena Fortún, Teresa de la Parra, Maria Etxabe, Julia de Burgos, Alfonsina Storni, Dolores Medio, Rosario Castellanos, Mercè Rodoreda, Elena Soriano, Elena Garro, Begoña Caamaño, Carmen Martín Gaite y Gloria Fuertes.

### 2018
En 2018 se celebró el 15 de octubre con el lema «Rebeldes y transgresoras», tomando como hilo conductor la rebelión de las mujeres contra el sometimiento intelectual y la denuncia por ser y verse consideradas como ciudadanas de segunda, así como el feminismo, la libertad sexual, la defensa de unos ideales humanistas y las contradicciones entre el ser y el parecer. Seleccionó los textos Joana Bonet, se quiere reivindicar a nombres como los de Teresa de Jesús, María de Zayas, Juana Manso, Rosalía de Castro, Rosario de Acuña, Filomena dato Muruais, Carmen de Burgos, Delmira Agustini, Victoria Ocampo, Aurora Bertrana, Magda Donato, Sorne Unzueta Lanzeta (Utarsus), Ángela Figuera Aymerich, María Zambrano, Idea Vilariño, Ana María Matute, Carmen Martín Gaite, Josefina Aldecoa, Alejandra Pizarnik, Esther Tusquets y Maria-Mercè Marcal.

### 2019
En 2019, el 15 de octubre se celebró la cuarta edición del día de la escritoras, con el lema de “Mujeres, amor y libertad”, tratando de romper con el fuerte hilo que une al amor con la mujer, relacionándose con los estereotipos que desde hace siglos se les ha otorgado a las mujeres, como son la debilidad, la sensibilidad y la expresión de sentimientos. En los textos elegidos de cada una de las 19 protagonistas de este año, se muestran diversas formas de representar y sentir el amor, de manera que no solo se trata de dar visión a sus escritos, sino del coraje y la valentía que supuso tanto escribir como publicar libros que expresan visiones tan diferentes en un ambiente tan adverso. La comisaria y encargada de la elección de los textos de dicho año fue Clara Sanchis, la cual quiso reivindicar a las siguientes mujeres: Teresa de Jesús, Feliciana Enríquez de Guzmán, Ana Caro de Mallén, Sor Juana Inés de la Cruz, Isabel María Morón, Concepción Arenal, Emilia Pardo Bazán, Carmen de Burgos, Tene Mujika, Alfonsina Storni, Dulce María de Loynaz, Anna Murià, Ernestina de Champourcín, Carmen Laforet, Maruxa Orxales, Alejandra Pizarnik, Esther Tusquets, Montserrat Roig y Dulce Chacón.

### 2020
El lunes 19 de octubre de 2020 se celebró la quinta edición del día de las escritoras con el lema “ El esfuerzo cotidiano de las mujeres”, inspirándose en el esfuerzo que han realizado las mujeres para que el trabajo y el esfuerzo que han realizado sea reconocido. Expresan cuánto trabajo precisa el acto de amar, de realizar los cuidados del hogar, etc. Como la vida les ha exigido esforzarse a causa de que la vida siempre les ha exigido más que al género masculino. Las autoras han sido elegidas por Elvira Lindo, comisaria de esta V edición: Teresa de Jesús, Sor Juana Inés de la Cruz, Rosalía de Castro, Emilia Pardo Bazán, Carmen Baroja y Nessi, Elena Fortún, Concha Méndez, Victorina Durán, Errose Bustintza, Dulce María Loynaz, Luisa Carnés, Josefina Carablas, Mercè Rodoreda, Gloria Fuertes, Pura Vázquez, Idea Vilariño, Ida Vitale, Ana María Matute, Blanca Varela y Circe Maia.

### 2021
En 2021 se celebró el día 18 de octubre se celebró la sexta edición del día de las escritoras con el lema “Leer las edades de la vida” teniendo como objetivo la reivindicación  de las voces de las  mujeres en el ámbito literario, considerando que durante muchos años fueron ignoradas. Seleccionó los textos la poeta y filósofa Marifé Santiago Bolaños quien quiso mostrar textos de escritoras vivas como: Rosa Montero, Fanny Rubio, Elena Poniatowska o Susanna Rafart y se incorporarán textos de teatro y ensayo. En total, más de una veintena de textos de autoras tales como Teresa de Jesús, Emilia Pardo Bazán, Carmen Conde, Carmen Laforet, Ida Vitale, Josefina Aldecoa, Iris Zavala, Inma Chacón, Guadalupe Grande, Xela Arias, Miren Agur Meabe, Aída Cartagena Portalatín, María Moliner, Gabriela Mistral o Francisca Aguirre.

### 2022
En 2022 se celebró el 17 de octubre con el lema «Antes, durante y después de la guerra», tomando como hilo conductor la situación de las mujeres en la época de la Guerra Civil Española, donde las mujeres muestran en sus obras la violencia y desigualdad que existía en esa época de disparidad; además de los numerosos obstáculos con los que se han topado para acceder a esta cultura. Seleccionó los textos Carmen Domingo, se quiere reivindicar a nombres como los de Concepción Arenal, Emilia Pardo Bazán, Carmen de Burgos, María de la O Lejárraga, Sorne Unzueta (Utarsus), Teresa de Escoriaza, Dionisia Manzanero, Isabel de Palencia, María Teresa León, Carlota O’Neill, Luisa Carnés, Mercè Rodoreda, Alaíde Foppa, Cecilia G. Guilarte, Juana Doña, Aída Cartagena Portalatín, Matilde Elena López, Carmen Laforet, Alcira Soust Scaffo, Carmen Martín Gaite, Rosario Castellanos, Ángela Jeria, María Elena Walsh, Montserrat Roig, Almudena Grandes, Berta Cáceres y Luz Pozo Garza.

### 2023
En 2023 se celebró la octava edición el día 16 de octubre con el lema «El placer, la alegría y la risa de las mujeres» celebrando una escritura y de una manera de percibir la realidad silenciada durante mucho tiempo, y celebración de esa expresión del gozo, la alegría y la risa que a menudo también es un tabú para mujeres educadas en la abnegación, el comedimiento y el sacrificio como indica la comisaria Marta Sanz.

### 2024
En 2024 se celebró la novena edición el día 14 de octubre con el lema «La periferia de la periferia: mujeres que miraron al mundo rural» buscando escritoras que hablasen del mundo rural y que no perteneciesen las clases sociales acomodadas. Fue Ana Iris Simón quien como comisaria seleccionó los textos para rendir tributo a las siguientes escritoras Concha Espina, Santa Teresa, Dolores Medio, Mariluz Escribano, Margarita Nelken, Rosalía de Castro, María Zambrano, Gabriela Mistral o Ernestina de Champourcin.